# 急行列車 (インド)
インドにおける急行列車（きゅうこうれっしゃ、英語 Express）は、インド鉄道により運行されている長距離列車。別途の料金体系を有し運行速度も速く特急扱いとなっているラージダーニー急行やシャターブディー急行も、急行列車の種別に含まれている。また、郵便急行（メイル、英語 Mail）や旅客急行（パッセンジャー、英語 Passenger）も、同様に長距離急行列車として扱われている。

## 概要・種類
インドでは1853年に初めて鉄道路線が敷かれて以来、今日に至るまで継続して鉄道建設が行なわれている。また、国土も広大であるため、鉄道の管理運営は各地方に設置された地方鉄道が行なっている。しかし、長距離の鉄道運行については、インド鉄道が一元的に管理する形で、効率的な運行を目指している（「インドの鉄道」を参照）。なおインド鉄道が運行する長距離列車は原則的にすべて急行列車扱いであるが、最高速度160km/hで運行される一部列車は"Superfast Express"として区別される他、車種や速度、区間によって複数の名称に細分される。また全席二階建ての列車は"DOUBLE DECKER"、一部の全席冷房の列車は"AC"が名称に付いている。

## 種類

### 高速急行（Superfast Express）
広軌（軌間1,676 mm）の路線で平均速度55 km/h以上、狭軌（軌間1,000 mm）で平均速度45 km/h以上で走行する優等列車。停車駅を少なく設定しており、運賃は急行や郵便急行と比べて高額となっている。
- ラージダーニー急行 - 停車駅が少ない夜行急行列車。1969年に初の列車が設定された[3][4]。
- シャターブディー急行 - 停車駅が少ない昼行急行列車。1988年に最初の列車が営業運転を開始している[3][4]。

- ドゥロント急行 - 2009年に営業運転を開始した、インド鉄道で初となるノンストップ列車。愛称の「デゥロント（Duronto）」はベンガル語で「速い」と言う意味である[5]。
- ガティマン急行 - 2016年から営業運転を開始した、インド最速の昼行急行列車。最高速度は160 km/h、平均速度は91 km/hを誇る[3][4]。
- テジャス急行 - 自動扉や監視カメラ、近代的なトイレなど各部に改良を施した専用客車を用いる列車種別。2017年から営業運転を開始した。一部列車はインド鉄道の子会社であるインド鉄道ケータリング・観光会社（英語版）（Indian Railway Catering and Tourism Corporation、IRCTC）によって運営されている[3][6]。
- ヴァンデ・バーラト急行 - 最高速度160 km/hで運行する、専用の長距離向け電車を用いる急行列車。2019年2月から営業運転を開始した[7]。
- アムリット・バーラト急行 - 最高速度130 km/hで運行する、冷房を搭載しない安価な高速長距離列車。2024年1月から本格的な営業運転を開始した[8]。

### 急行（Express）
普通列車（Passenger trains）と比べて停車駅を減らし、優先的に走行する列車種別。平均速度は55 km/h前後である。
- スワルナ・ジャヤンティ急行（英語版）（Swarna Jayanti Express） - インド独立50周年となる1997年に営業運転を開始した列車種別。愛称は「ゴールデン・ジュビリー」を意味する[9]。
- ジャン・シャターブディー急行（英語版）（Jan Shatabdi Express） - シャターブディー急行よりも安価で利用可能な列車として2002年から営業運転を開始した種別。「ジャン（Jan）」は「庶民」を意味する[10][11]。
- ジャン・サダラン急行（英語版）（Jan Sadharan Express） - インドで初となる、全席自由席の長距離列車。2004年に最初の列車が営業運転を開始した[12][13]。
- サンパルク・クラーンティ急行（Sampark Kranti Express） - 2004年に設定された、主に首都・ニューデリーと各地の州都を結ぶ列車に用いられる種別。最高速度は110 km/hだが、停車駅を少なく設定するなどの施策で高速化を実現している。多くの区間でラージダーニー急行を補完しており、冷房が備わっていない代わりに安価で利用な運賃が設定されている[14][15]。
- ガリブ・ラス急行（Garib Rath Express） - 安価で利用可能な冷房付き列車として設定された種別。2006年から営業運転を開始した[16]。
- AC急行（英語版）（AC Express） - インドの主要都市を結ぶ、全車に冷房（Air-conditioned）が設置されている列車種別。他の冷房を設置した急行種別と比べ運賃は安価である一方、食事を始めとした一部サービスは別途料金が必要となる。2008年に最初の列車が営業運転を開始した[17]。
- ユヴァ急行（YUVA Express） - 若年層や低所得層向けの、安価で利用可能な冷房付き列車。2009年に設定された[3]。
- ラジャラニ急行（英語版）（Rajya Rani Express） - 2011年に設定された、インド各地の州都と地方都市を結ぶ列車。愛称の「ラジャラニ（Rajya Rani）」はサンスクリット語で「藩の女王」を意味しており、ジャイプル藩王国の王妃（マハラニ）であったガヤトリ・デヴィ（英語版）にちなんで名づけられた[18]。
- カヴィ・グル急行（Kavi Guru Express） - 2011年に設定された列車。詩人のラビンドラナート・タゴールの生誕150周年を記念して愛称が付けられた[19]。
- ヴィヴェック急行（英語版）（Vivek Express） - 2011年に設定された列車。インドのヨガ指導者・社会活動家のヴィヴェーカーナンダの生誕150周年を2013年に控えるのにあわせ愛称が制定された。そのうちディブルガル-カンニヤークマリ・ヴィヴェック急行は総延長4,189 kmを走行する、2023年時点におけるインドで最長距離を走る旅客列車として知られている[19][20][21]。
- ダブルデッカー急行（Double Decker Express） - 定員数が多い2階建て客車を用いる急行列車。冷房付きの列車（AC Double Decker Express）は2011年10月から営業運転を開始した[22][23][24]。
- スヴィダ急行（Suvidha Express） - 利用客が多い区間に設定されている急行列車。運賃が一定ではなく、需要や予約日時によって変動するダイナミック・プライシング方式が採用されているのが特徴である。2014年から運行されている[25]。
- マハマナ急行（英語版）（Mahamana Express） - 2016年から営業運転を開始した列車種別。内装・外装各部の快適性や安全性を向上させた更新プロジェクト「モデル・レーキ（Model Rakes）」の対象となった客車が用いられている。名称はインドの教育改革において大きな役割を果たしたマダン・モハン・マルヴィヤ（英語版）にちなんだものである[26][27]。
- フムサファール急行（Humsafar Express） - 充電用設備、情報表示システム、監視カメラ、防火設備などの最新の設備を多数搭載した寝台車（3段寝台車、3AC）で編成が構成された列車。2016年から最初の列車が営業運転を開始した。 「フムサファール」はウルドゥー語で「旅仲間」という意味である[28]。
- アンチョダヤ急行（Antyodaya Express） - 利用客が多い区間を走行する、全席自由席・予約不要の都市間列車。車内はバイオトイレや監視カメラ、LED照明などの最新設備が搭載されている。2016年に導入が発表され、2017年から最初の列車が営業運転を開始した[29][30]。
- ウダイ急行（英語版）（UDAY Express）- 内装を改良した2階建て客車を用いる、ビジネス客や旅行客向けの急行列車。2018年から営業運転を開始した。愛称の「ウダイ（UDAY）」は「素晴らしい冷房付き2階建て旅行列車（Utkrisht Double-Decker Air-conditioned Yatri Express）」の略称である[6][3][31][32]。
- インターシティ急行（英語版）（Intercity Express） - インドの都市を結ぶ急行列車の種別。初の都市間列車であるフライング・ラニーを始め、デカン・クイーン、タージ急行など固有の名称が付けられている列車も多い[33]。

### 郵便急行（Mail Express）
元は郵便車を連結する長距離列車として急行列車と区別されていた列車種別。2023年現在は平均速度50 km/h前後で走行する一部の優等列車を示しており、「○○・メール（Mail）」という愛称が付けられている。

## 国際列車
インド鉄道や関連事業者が運営する急行列車のうち、一部についてはインドと隣接する他国の路線に乗り入れる国際列車として運行している。下記の列車に加え、2019年まではパキスタンへ向かう急行列車（サムジャウタ急行、タール急行）が存在したが、インドとパキスタン両国間の緊張が高まった事を受けて同年以降運行を停止している。
- インド - バングラデシュ[35]
  - マイトリー急行（Maitree Express） - コルカタ - ダッカ間
  - バンダン急行（Bandhan Express） - コルカタ - クルナ間
  - ミタリ急行（Mitali Express） - シリグリ - ダッカ間

## 運行路線
インドの鉄道には、日本の鉄道のように路線名が付けられていないが、インド鉄道の時刻表には90を超える時刻表路線が掲載されている。
| 01 | ニューデリー・ハウラー線                                 | 48 | ラージェーンドラナガル・バルカーカーナー線                     |
| 02 | ニューデリー・ムンバイCST線                              | 49 | ヴィシャーカパトナム・ベンガルール線                           |
| 03 | デリー・ムンバイセントラル線                             | 50 | ムザッファルプル・バガルプル線                                 |
| 04 | ムンバイセントラル・ジャンムータウィ線                   | 51 | バティンダー・ジャンムータウィ線                               |
| 05 | ハウラー・ムンバイCST線（ナーグプル経由）                | 52 | セカンダラバード・ベンガルール線                               |
| 06 | ムンバイCST・ハウラー線（アラーハーバード経由）          | 53 | ムンバイ・セカンダラバード線                                   |
| 07 | ハウラー・チェンナイ線                                   | 54 | ティルネルヴェーリタウン・コッラム線                           |
| 08 | ニューデリー・チェンナイ線                               | 55 | デリー・カートゴーダム線                                       |
| 09 | ニューデリー・マイソール線                               | 56 | ニザームッディーン・ジャバルプル線                             |
| 10 | ムンバイCST・チェンナイ線                                | 57 | ラクナウ・ジャバルプル線                                       |
| 11 | ムンバイセントラル・オーカ線                             | 58 | バーラガート・ジャバルプル線                                   |
| 12 | コルカタ・ジャンムータウィ線                             | 59 | ポーダヌール・マドゥライ線                                     |
| 13 | グワーハーティ・ジャンムータウィ線                       | 60 | ベンガルール・ナンデード線                                     |
| 14 | ハウラー・グワーハーティ線                               | 61 | マトゥラー・アイシュバーグ線                                   |
| 15 | ニザームッディーン・アムリットサル線                     | 62 | サハルサー・シリグリ線、ランギヤー・ムルコングセーレーク線     |
| 16 | ニザームッディーン・ウダンプール線                       | 63 | ゴーラクプル・カーンプルアンワルガンジュ線                     |
| 17 | パトナ・チェンナイ線                                     | 64 | ゴーラクプル・ハジプル線                                       |
| 18 | デリー・グワーハーティ線                                 | 65 | ハウラー・インドール線                                         |
| 19 | ムンバイCST・ベンガルール線                              | 66 | グワーハーティ・レードー線                                     |
| 20 | チェンナイ・マンガロール線                               | 67 | ヴァーラーナシー・ラージギル線                                 |
| 21 | チェンナイ・カンニヤークマリ線（ティルネルヴェーリ経由） | 68 | デーランドゥーン・アラーハーバード線                           |
| 22 | デリー・カーティハール線                                 | 69 | マイソール・マイラードゥトゥライ線                             |
| 23 | デリー・アフマダーバード線                               | 70 | ムンバイ・カンニヤークマリ線                                   |
| 24 | バンドラー・バガルプール線                               | 71 | チェンナイ・ハイデラバード線                                   |
| 25 | デリー・ヴァーラーナシー線                               | 72 | レーワリ・チッタウルガール線、ウダイプル・アフマダーバード線   |
| 26 | ガンディーダム・ナーガルコーイル線                       | 73 | ハウラー・ジャバルプル線                                       |
| 27 | デリー・カルカー・シムラー線                             | 74 | ニュージャルパーイーグリー・グワーハーティ線                   |
| 28 | チェンナイ・ナーガルコーイル線                           | 75 | デリー・デーランドゥーン線                                     |
| 29 | グワーハーティ・ナーガルコーイル線                       | 76 | アフマダーバード・ヴェーラヴァル線                             |
| 30 | ハウラー・ハイデラバード線                               | 77 | ジャイプル・イタルシ線                                         |
| 31 | ラージコート・コーヤンブットゥール線                     | 78 | ハーティアー・プリー線                                         |
| 32 | ブバネーシュヴァル・デリー線                             | 79 | ジョードプル・パトナ線                                         |
| 33 | ガンディーナガル・バラウニ線                             | 80 | ジャイプル・アムリトサル線                                     |
| 34 | オーカ・ハウラー線                                       | 81 | ドゥルグ・チャプラ線                                           |
| 35 | ゴーラクプル・ムンバイCST線                              | 82 | ナルカティアガンジュ・ジャイナガル線                           |
| 36 | ハーティアー・バガルプル線                               | 83 | ルムディン・シルチャル線                                       |
| 37 | ゴーラクプル・ハウラー線                                 | 84 | デリー・サハランプル線                                         |
| 38 | ゴーラクプル・ゴーンダー線                               | 85 | ティルヴァナンタプラム・マンガルール線                         |
| 39 | ニューデリー・フィローズプル線                           | 86 | チェンナイ・カンニヤークマリ線（コーヤンブットゥール経由）     |
| 40 | ダンバード・アーラップリャ線                             | 87 | ハウラー・ハーティアー線                                       |
| 41 | タタナガル・ジャンムータウィ線                           | 88 | チャンディガル・アラーハーバード線                             |
| 42 | ニューデリー・ヴィシャーカパトナム線                     | 89 | パトナ・イスランプル線                                         |
| 43 | インドール・ドゥルグ線                                   | 90 | ダナプル・カティーハル線                                       |
| 44 | チャットラパティサーフマハラージ・ゴンディア線           | 91 | ダージリン鉄道（ニュージャルパーイーグリー・ダージリン線）     |
| 45 | カルカー・ムナバオー線                                   | 92 | カングラー渓谷鉄道（ニュージャルパーイーグリー・ダージリン線） |
| 46 | ビカネール・チェンナイ線                                 | 93 | ニーラギリ鉄道（パッタンコート・ジョギンデールナガル線）       |
| 47 | グワーリヤル・ヴァーラーナシー線                         |    |                                                                |

（2006年度 "Trains at a Glance"より。番号は路線番号ではなく時刻表番号。）

## 急行の名称
ラージダーニー急行、シャターブディー急行、ジャン・シャターブディー急行、ガリーブ・ラタ急行、ドゥローントー急行、サンパルク・クラーンティ急行、インターシティ急行、リンク急行、郵便急行、旅客急行については、各項目を参照。
急行の名称は基本的に、終点の駅名で表される。したがって、たとえばニューデリー駅を出発してハウラー駅まで向かう急行列車の名称は、「Howrah Express」（ハウラー急行）である。ただし、ハウラー駅を終点とする急行は多数あるので、より詳しくは、始点の駅名も入れて、「New Delhi - Howrah Express」（ニューデリー・ハウラー急行）と呼ばれる。
この始点終点による名称の他に、特定の急行列車には固有名が付けられている。たとえば、ニューデリー駅を出発してガヤー駅まで向かう急行列車には、仏教の釈迦の悟りにちなんで「マハーボーディ」（摩訶菩提、大いなる悟り）という名前が付けられている。始点と終点の駅名も含めて詳しく言う場合は、「New Delhi - Gaya Mahabodhi Express」（ニューデリー・ガヤー・マハーボーディ急行）である。ラージダーニー、シャターブディーなどの名称も、同様に付けられている。

### 終点名による急行名
- 終点の駅名による急行名

Ahmedabad、Aishbagh、Ajmer、Alappuzha、Alappuzha/Ernakulam、Alipurduar Jan.、Allahabad、Amritsar、Arakkonam、Asansol、Baidhyanathdham、Ballia、Bandra(T)、Bangalore、Bangarapet、Barauni、Bareilly、Baripada、Barmer/Bikane、Bhagalpur、Bhatinda、Bhavanagar、Bhavnagar、Bhind、Bhopal、Bhubaneswar、Bhuj、Bikaner、Bilaspur、Chandigarh、Chatrapati Sahu Maharaj(T)、Chennai、Chennai Egmore、Chhapra、Chittaurgarh、Chopan/Barwadih、Coimbatore、Dadar、Danapur、Darbhanga、Dehradun、Dehradun/Chandigarh、Delhi、Delhi Sarai Rohilla、Dhanbad、Dharmabad、Dharwad、Dhauladhar、Dibrugarh Town、Digha、Dimapur、Durg、Ernakulam、Faizabad、Farrukhabad、Gandhidham、Gaya、Gorakhpur、Guruvayur、Guwahati、Gwalior、Habibganj、Hajipur、Haldia、Hapa、Haridwar、Hatia、Howrah、Hubli、Hyderabad、Indore、Jabalpur、Jaipur、Jaisalmer、Jaisalmer/Barmer、Jalandhar、Jamalpur、Jammu Tawi、Jamnagar、Jamnagar/Surat、Jhajha、Jodhpur、Jodhpur/Bikaner、Jogbani、Jolarpettai、Kacheguda、Kakinada Town、Kalka、Kanniyakumari、Kannur、Kathgodam、Katihar、Kochueveli、Kolkata、Kollam、Koraput、Korba、Latur、Lokmanya Tilak(T)、Lucknow、Machilipatnam、Madurai、Manduadih、Mangalore、Manmad、Mathura、Mayiladuthurai、Mettupalaiyam、Miraj、Motihari、Mughalsarai、Mumbai、Mumbai Central、Mumbai CST、Muzaffarpur、Mysore、Nagercoil、Nagpur、Nanded、Narkatiaganj、Narsapur、New Coochbehar、New Delhi、New Jalpaiguri、Nizamabad、Nizamuddin、Okha、Parbhani、Patna、Podanur、Porbandar、Pratapgarh、Pune、Puri、Purna、Purulia、Rai Bareli、Raipur、Rajendranagar、Rajgir、Rajkot、Ranchi、Rangiya、Raxaul、Rayagada、Rewa、Rewari、Saharanpur、Saharsa、Sambalpur、Sealdah、Secundarabad、Shalimar、Shimla、Shimoga Town、Siliguri、Simhadri、Sriganga Nagar、Surat、Tatanagar、Tatanagar/Dhanbad、Tezpur、Thiruvananthapuram、Tiruchchirappalli、Tirunelveli、Tirupati、Tuticorin、Udaipur、Udaipur City、Ujjaini、Vadodara、Valsad、Varanasi、Vasco-da-Gama、Veraval、Vijayawada、Visakhapatnam、Visakhapatnam/Kakinada Town、Yesvantpur
- 終点の州名による急行名

Andhra Pradesh、Avadh Assam、Chhattisgarh、Goa、Gujarat、Haryana、Himachal、Karnataka、Kerala、Maharashtra、Mangala Lakshadweep、Pondicherry、Sikkim Mahananda、South Bihar、Uttaranchal

### 沿線の地名による急行名
- 沿線の河川

Bhagirati、Ganga Damodar、Ganga Gomti、Ganga Kaveri、Ganga Sagar、Ganga Sutlej、Godavari、Kaveri、Narmada、Saryu Yamuna、Sutlej、Vaigai
- 沿線の山岳

Chitrakoot、Devgiri、Himgiri、Nilgiri、Sapthagiri、Vindhyachal
- 沿線の海岸

Coromandel、East Coast、Malabar、West Coast
- 沿線の地形

Barak Valley、Deccan
- クイーン急行

Deccan Queen、Gujarat Queen、Himalayan Queen
- 方角

Grand Trunk、North East
- 歴史上の国や都市

Chalukya、Cheran、Kashi、Kongu、Magadh、Maurya、Mithila、Nellai、Pallavan、Pandiyan、Pataliputra、Satavahana、Vaishali、Vidarbha
- 歴史的な遺跡や地名

Hampi、Lal Quila、Rock Fort、Tapovan
- 地域の産業

Black Diamond、Pearl City、Steel City

### その他の急行名
- 仏教に関する名称

Kapilavastu、Kushinagar、Mahabodhi、Nagarjuna
- 神様に関する名称

Harihar、Kashi Vishwanath、Krishna、Mahalaxmi、Parasuram、Sri Jagannath、Varuna
- 歴史上の人物

Basava、Tippu
- 歴史的標語

Ahimsa、Swaraj
- 歴史的書物

Gitanjali、Thirukkural
- その他（調査中を含む）

Agniveena、Ahilyanagari、Akal Takht、Ala Hazrat、Amaravathi、Amarkantak、Amarnath、Amritha、Ananthapuri、Ananya、Andaman、Aranyak、Aravalli、Archana、Arunachal、Ashram、Avadh、Avantika、AzadHind、Azimabad、Bagh、Baidyanathdham、Betwa、Bhagyanagar、Brindavan、Budhpurnima、Bundelkhand、Cachar、Capital、Chambal、Chamundi、Charminar、Chauri Chaura、Chetak、Circar、Coalfield、Dakshin、Dayodaya、Deekshabhoomi、Dhauli、Doon、Dwaraka、Ekta、Falaknuma、Farakka、Flying Rani、Ganadevta、Gandak、Garhwal、Garib Nawaz、Garib Rath、Gautami、Godaan、Gokul、Golconda、Gomti、Gondwana、Gorakhdham、Gour、Gurudev、Haripriya、Hatey Bazar、Hemkunt、Himsagar、Hirakhand、Hirakud、Hussain Sagar、Hutama、Indrayani、Ispat、Jallianwalabagh、Jan Nayak、Jan Sadharan、Jan Sewa、Janata、Janmabhoomi、Jhelum、Jnaneswari、Kaifiat、Kalindi、Kamayani、Kampur、Kanchan Kanya、Kanchenjunga、Kanya Kubj、Karnavati、Kissan、Konark、Konkan Kanya、Kosi、Kovai、Koyna、Krishak、Kumaun、Kutch、Lalbagh、Lashkar、Lichchavi、Lokshakti、Mahakoshal、Mahanagari、Malwa、Mandore、Mandovi、Marudhar、Marusagar、Matsyagandha、Maveli、Mewar、Millenium、Mithilanchal、Mour Dhwaj、Mussoorie、Nainital、Nandigram、Narayanadri、Nauchandi、Navjivan、Navyug、Neelanchal、Netravati、Padmavati、Palamau、Palnad、Panchavati、Parasnath、Paschim、Pinakini、Podhigai、Poorbiya、Poorna、Poorva、Pragati、Prasanti、Prayagraj、Prema、Purushottam、Purvanchal、Pushpak、Ranakpur、Rani Chennamma、Ranikhet、Ranthambhore、Raptisagar、Ratnachal、Ravi、Rayalaseema、Rewanchal、Rohikhand、Rupashi Bangla、Sabari、Sabarmati、Sachkhand、Sadhbhavana、Sahyadri、Saket、Samarsata、Samata、Sampoorna Kranti、Sanctuary、Sangam、Sangamitra、Sapt Kranti、Saraighat、Sarnath、Sarvodaya、Satpura、Satyagraha、Saurashtra、Saurashtra Jantal、Sayaji Nagari、Sewagram、Shaheed、Shakthipunj、Shan-e-Punjab、Shanti、Shantiniketan、Sharavati、Shekawati、Sheshadri、Shipra、Shiv Ganga、Shivalik、Shram Shakti、Shramik、Shramjeevi、Siddhaganga、Siddheshwar、Simhapuri、Sinnhagad、Sitanjal、Somnath、Suryanagari、Suvarna Rekha、Taj、Tapaswini、Tapti Ganga、Teesta Torsha、Telengana、Thirumala、Thungabhadra、Trihut、Triveni、Udhyog Karmik、Udyan、Udyan Abha Toofan、Unchahar、Upasana、Utkal、Vanchinad、Varanchal、Venad、Venkatadri、Vibhuti、Vikramshila、Visakha、Wainganga、Yelagiri、Yercaud、Ziyarat